# Контейнерный пункт

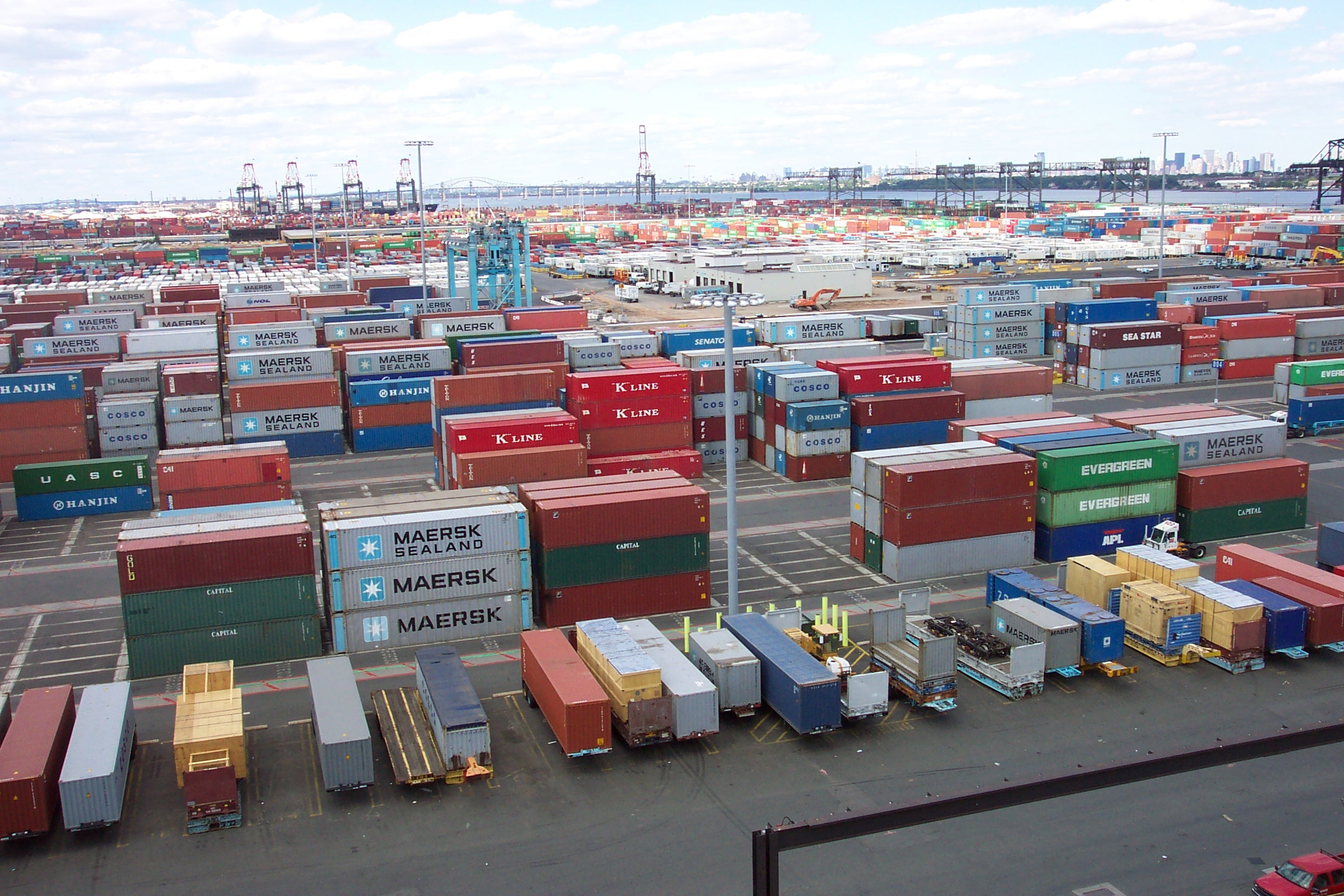
Порт Элизабет (Нью-Джерси)

Контейнерный пункт (контейнерный терминал) — территория, на которой расположен комплекс технических средств и сооружений для выполнения операций, связанных с контейнерными перевозками. К этим операциям относятся прибытие-отправка, погрузка-выгрузка, завоз-вывоз, сортировка и временное хранение контейнеров, а также их коммерческое и техническое обслуживание.

## Разновидности
Различают контейнерные пункты общего пользования, которым отводится часть грузового района, и необщего пользования, которые расположены на подъездных путях предприятий. Контейнерные пункты общего пользования перерабатывают только универсальные ISO-контейнеры и разделяются, в свою очередь, на грузовые (перерабатывают только местные контейнеры), сортировочные (перерабатывают только транзитные контейнеры) и грузосортировочные (перерабатывают как местные, так и транзитные контейнеры). Контейнерные пункты необщего пользования перерабатывают только грузовые контейнеры, которые могут быть как универсальными, так и специализированными. Также контейнерные пункты разделяют по административно-управленческому признаку на контейнерные площадки и контейнерные отделения.

## Оборудование
Каждый контейнерный пункт имеет одну или несколько площадок, грузоподъёмные машины, погрузочно-разгрузочные пути, подкрановые пути, а заодно служебные и бытовые помещения, и оборудование для осмотра и ремонта контейнеров. На площадках выполняется временное хранение контейнеров, причём если площадок несколько, то операции по выгрузке, сортировке и погрузке контейнеров могут выполняться на всех площадках сразу, либо каждая площадка специализирована для выполнения одной из этих операций. Также специализация может выполняться и по типу перерабатываемых контейнеров, например, для крупнотоннажных. Также для ускорения работ по сортировке площадка делится на несколько секторов, в каждом из которых расположена группа контейнеро-мест, где контейнеры располагаются в два ряда. При этом между секторами обязательно должно быть место для перемещения приёмосдатчиков. Каждому сектору и каждому контейнеро-месту в ряду присваивается номер, который указывается в координатах, благодаря чему можно быстро найти каждый конкретный контейнер.
Если в пункте работают сразу несколько грузоподъёмных кранов (2 и более), то используется технологическая связь, по которой все участники технологического процесса получают своевременную информацию. Если же в контейнерном пункте всего один грузоподъёмный кран, то достаточно связи между машинистом крана и приёмосдатчиком. Грузовые и грузосортировочные контейнерные пункты могут ещё дополнительно иметь проезды для автотранспорта, площадки для стоянки автомобилей, прицепов и полуприцепов.
Для быстрой и безопасной работы краны и ричстакеры оборудуются спредерами — раздвижными рамами для захвата и фиксации контейнеров во время работы с ними. Для учёта контейнеров, правильного распределения их на транспортных средствах и поддержания максимальных темпов работы, крупные контейнерные пункты оборудуются автоматизированными компьютерными системами, сводящими к минимуму риск ошибки.

## Крупнейшие терминалы России
- ПКТ[2][3] (Большой порт Санкт-Петербург, Межевой канал, д. 5, 3-й район). Начало работы терминала — 1998 г.
- ПЛП[4][5] (Санкт-Петербург, Гладкий остров).

## Крупнейшие терминалы мира
- Порт Шанхай — крупнейший контейнерный терминал в мире (по состоянию на 2010—2012 годы)[6][3].
- Порт Гонконга по состоянию на 2011 год занимал третье место в мире по объёму грузооборота контейнеров[3].

## Изображения

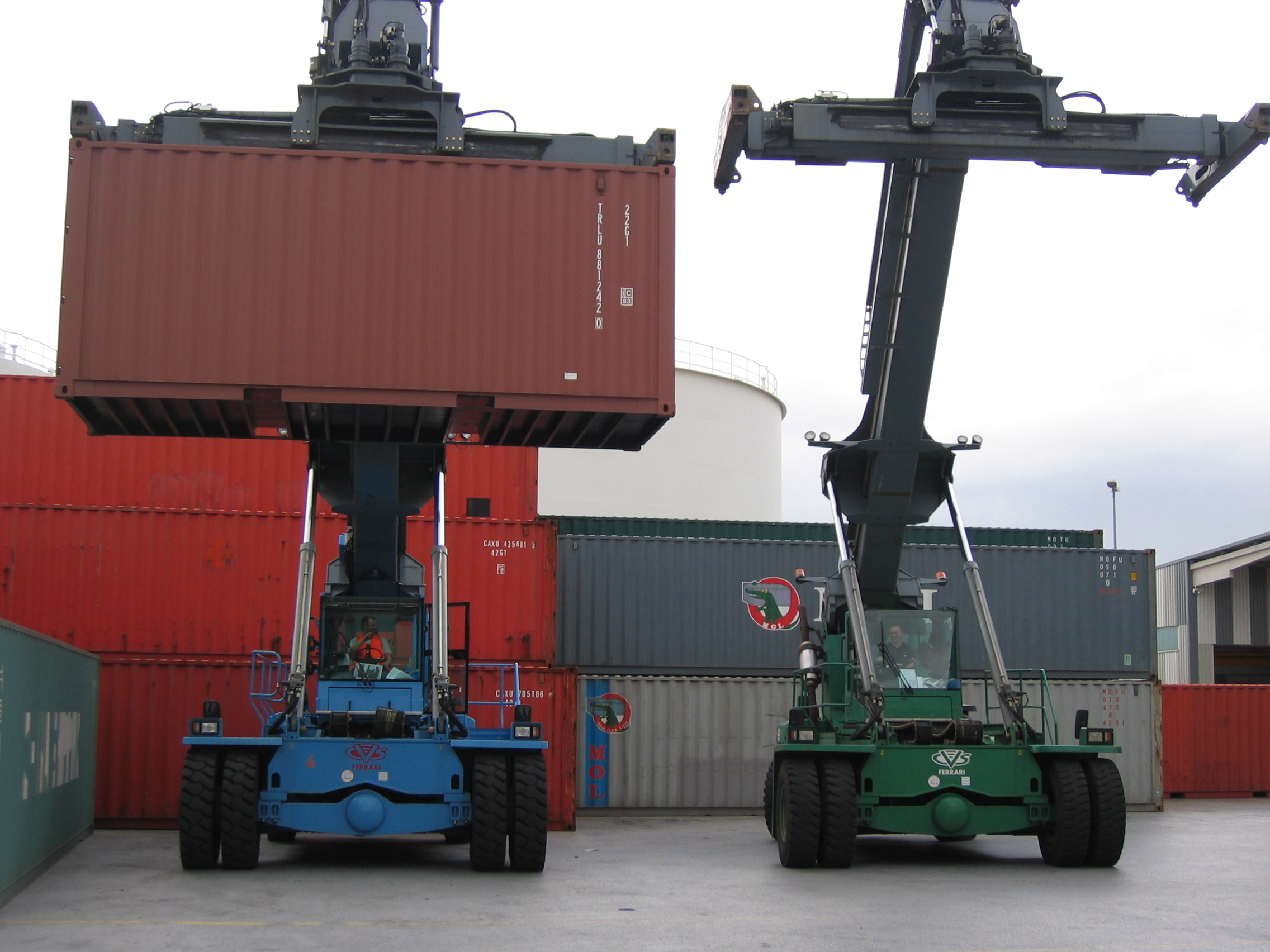
Ричстакеры с зафиксированным контейнером и пустым спредером